# Kvasiny
Kvasiny – wieś w Czechach, w kraju hradeckim, w powiecie Rychnov nad Kněžnou; siedziba gminy (cz. obec) wiejskiej Kvasiny. Pierwsza wzmianka o niej pochodzi z 1544. Znajduje się tam fabryka Škody, w której produkowana jest Škoda Superb, a od 2009 r. także SUV Škoda Yeti. Wcześniej produkowane były Škoda 110R, Škoda Rapid oraz Škoda Roomster. Według danych z 28 sierpnia 2006 r. miejscowość zamieszkiwało 1376 osób.